# Tholera
Genre
Le genre Tholera regroupe des lépidoptères (papillons) de la famille des Noctuidae (papillons nocturnes), de la sous-famille des Hadeninae (ou des Noctuinae selon les classifications).

## Liste d'espèces
- Tholera americana (Smith, 1894)
- Tholera cespitis (Denis & Schiffermüller, 1775) - Noctuelle du gazon
- Tholera decimalis (Poda, 1761) - Nasse
- Tholera gracilis Kostrowicki, 1963
- Tholera hilaris (Staudinger, 1901)